# Vírus JC
O vírus JC ou vírus John Cunningham (VJC) é um tipo de poliomavírus humano (previamente conhecido como papovavirus) e é geneticamente similar ar vírus BK e SV40. Foi descoberto em 1971 e nomeado utilizando-se as duas iniciais do nome de um paciente com diagnóstico de leucoencefalopatia multifocal progressiva (LEMP). Este vírus causa LMP e outras doenças apenas em casos de imunodeficiência, como na AIDS ou durante o tratamento com medicações que induzem imunossupressão (como em pacientes com transplantes de órgãos).